# Jean Daman
Jean Paul Arthur Daman (Leuven, 5 mei 1900 - Heverlee, 18 augustus 1982) was een Belgisch senator.

## Levensloop
Daman was een zoon van Jean Daman en Eudoxie Branckaerts. Hij trouwde met Jeanne Walterus. Beroepshalve was hij onderwijzer. Hij behaalde zijn diploma aan de provinciale normaalschool van Tienen (1921). Hij studeerde verder pedagogie aan de Université libre de Bruxelles (ULB). In oktober 1922 werd hij onderwijzer in de gemeentescholen van Leuven en bleef dit tot in maart 1946. 
In 1925 werd hij lid van de Centrale voor het Socialistisch Onderwijzend Personeel (CSOP) en werd secretaris van de afdeling Leuven. In 1931 werd hij Vlaams secretaris van de Centrale en dit tot kort na de Tweede Wereldoorlog. 
Tijdens de oorlog was hij gewapend weerstander en actief in de sluikpers, onder meer als arrondissementeel verdeler van Socrates en als medestichter en verdeler van De Vrijheidsklok. Na de oorlog werd hij voorzitter van het Leuvense Onafhankelijkheidsfront. 
Tijdens de bezetting werd hem gevraagd de naoorlogse socialistische vakbeweging in het Leuvense voor te bereiden. Het gevolg was dat hij na de Bevrijding voltijds algemeen secretaris werd van het Algemeen Belgisch Vakverbond (ABVV), gewest Leuven. Hij werd ook secretaris en voorzitter van de sector onderwijs binnen de Leuvense Algemene Centrale der Openbare Diensten  (ACOD). Later werd hij ook secretaris van de bond van gepensioneerden van de Leuvense ACOD (1967-1975). 
Op het politieke vlak werd hij gemeenteraadslid van Heverlee (1946-1978). Hij werd voorzitter van de afdeling Heverlee van de Belgische Socialistische Partij (BSP), van de Leuvense BSP-federatie en van de afdeling Heverlee van de Federatie van Socialistische Mutualiteiten van Brabant (FSMB). 
Bij wetgevende verkiezingen stond hij op een opvolgersplaats op de lijst, maar in juni 1958 werd hij verkozen tot socialistisch provinciaal senator, een mandaat dat hij uitoefende tot in 1961 en opnieuw van 1965 tot 1968.